# 세계인 장기 대회
세계인 장기 대회는 안중근의사가 이토 히로부미를 저격한 1909년 10월의 의거 100주년을 기념하여 2009년 10월에 열린 제1회 세계인 장기 대회를 시작으로 열리는 국제 장기 기전이다. 세계의 한민족들이 살고 있는 주요 국가 및 지역에서 예선을 거쳐서 본선전에서 우승자를 가린다.

## 제1회 세계인 장기 대회

### 32강 진출국 및 진출 선수
대한민국 - 4명
- 김정수, 이창원, 김동학, 이남춘

 중화인민공화국 - 25명
- 한성걸, 최영오, 방철학, 류상룡, 손철산, 도기룡, 한성필, 채광선, 허동렬, 김철호, 전승기, 리광룡, 김호, 손석찬, 안용일, 박광파, 정국봉, 리철남, 박석범, 윤희윤, 김길성, 김호철, 최승걸, 리세민, 조룡호

 일본 - 2명
- 쇼시 가즈하루(所司和晴), 사카이 기요타카(酒井淸隆)

 미국 - 1명
- 하여명

### 입상자
| 대회 순위 | 대회 입상자 |
| --------- | ----------- |
| 1         | 조룡호      |
| 2         | 도기룡      |
| 3         | 정국봉      |
| 4         | 하여명      |
| 5         | 김동학      |
| 6         | 한성걸      |
| 7         | 허동렬      |
| 8         | 윤희윤      |

## 제2회 세계인 장기 대회

### 32강 진출국 및 진출 선수
| 1조            | 1조    | 1조 |
| 국가           | 이름   |     |
| -------------- | ------ | --- |
| 대한민국       | 최진호 |     |
| 대한민국       | 김동학 |     |
| 중화인민공화국 | 허강군 |     |
| 중화인민공화국 | 김창호 |     |

| 2조            | 2조    | 2조 |
| 국가           | 이름   |     |
| -------------- | ------ | --- |
| 대한민국       | 정원직 |     |
| 중화인민공화국 | 김 호  |     |
| 중화인민공화국 | 장춘호 |     |
| 중화인민공화국 | 허동렬 |     |

| 3조            | 3조    | 3조 |
| 국가           | 이름   |     |
| -------------- | ------ | --- |
| 중화인민공화국 | 정국봉 |     |
| 중화인민공화국 | 오정수 |     |
| 대한민국       | 이병현 |     |
| 중화인민공화국 | 렴광수 |     |

| 4조            | 4조    | 4조 |
| 국가           | 이름   |     |
| -------------- | ------ | --- |
| 대한민국       | 박영완 |     |
| 대한민국       | 성보경 |     |
| 중화인민공화국 | 방철학 |     |
| 중화인민공화국 | 김청송 |     |

| 5조            | 5조    | 5조 |
| 국가           | 이름   |     |
| -------------- | ------ | --- |
| 중화인민공화국 | 조룡호 |     |
| 중화인민공화국 | 김광엽 |     |
| 중화인민공화국 | 우남준 |     |
| 대한민국       | 김승래 |     |

| 6조            | 6조    | 6조 |
| 국가           | 이름   |     |
| -------------- | ------ | --- |
| 중화인민공화국 | 류상룡 |     |
| 중화인민공화국 | 김창남 |     |
| 중화인민공화국 | 최영호 |     |
| 대한민국       | 최완규 |     |

| 7조            | 7조    | 7조 |
| 국가           | 이름   |     |
| -------------- | ------ | --- |
| 미국           | 하여명 |     |
| 대한민국       | 강승희 |     |
| 중화인민공화국 | 리 근  |     |
| 중화인민공화국 | 한영찬 |     |

| 8조            | 8조    | 8조 |
| 국가           | 이름   |     |
| -------------- | ------ | --- |
| 중화인민공화국 | 박광파 |     |
| 중화인민공화국 | 위 화  |     |
| 대한민국       | 송은미 |     |
| 중화인민공화국 | 홍승일 |     |

### 입상자
| 대회 순위 | 대회 입상자 |
| --------- | ----------- |
| 1         | 박영완      |
| 2         | 조룡호      |
| 3         | 하여명      |
| 4         | 위 화       |
| 5         | 김동학      |
| 6         | 정원직      |
| 7         | 최진호      |
| 8         | 우남준      |

## 제3회 세계인 장기 대회
제3회 세계인 장기 대회는 2017년 11월 25일 - 11월 26일에 열릴 예정이다.